# Balygyčan (fiume)
Il Balygyčan (in russo Балыгычан?) è un fiume della Russia siberiana orientale, affluente di destra della Kolyma. Scorre nei rajon Omsukčanskij e Srednekanskij dell'Oblast' di Magadan.
Il fiume ha origine dalla confluenza dei due rami sorgentizi Levyj Balygyčan e Pravyj Balygyčan che scendono dai monti Chėl-Urėkčėn, nel versante settentrionale dei Monti della Kolyma. Il fiume si dirige verso nord; scorre con direzione mediamente settentrionale, bordando sulla destra idrografica i monti di Omsukčan. Confluisce dopo 400 km nel medio corso della Kolyma.
Il fiume è gelato per otto mesi all'anno (da ottobre a maggio, compresi); il bacino si trova nella zona di permafrost continuo. A causa di questa rigidità climatica, il popolamento lungo tutto il suo bacino è molto rado, senza alcun centro urbano di rilevanza.